# 2127 Таня
2127 Таня (2127 Tanya) — астероїд головного поясу, відкритий 29 травня 1971 року.
Тіссеранів параметр щодо Юпітера — 3,150.